# Svenska mästerskapen i fälttävlan 1987
Svenska mästerskapen i fälttävlan 1987 avgjordes i Halmstad . Tävlingen var den 37:e upplagan av Svenska mästerskapen i fälttävlan.

## Resultat
| Placering | Ryttare           | Häst         |
| --------- | ----------------- | ------------ |
| 1         | Michael Petersson | Magnum Bonum |
| 2         | Jan Jönsson       | Isolde       |
| 3         | Ulla Olsson       | Kapten Zoom  |